# Unihockey Red Lions Frauenfeld
Unihockey Red Lions Frauenfeld ist ein Schweizer Unihockeyverein aus Frauenfeld. Das Fanionteam der Frauen spielt in der Saison 2022/2023 in der Nationalliga B, die Männer sind in der 1. Liga GF vertreten. Die Juniorinnen U21 spielen in der höchsten Spielklasse, während die Junioren U21 in der Stärkeklasse C sind.

## Geschichte
UH Red Lions Frauenfeld begannen ihre Geschichte als Riege des KTV Frauenfeld. Deren Unihockeyverein wurde 1989 gegründet und konnte gleich in den ersten Jahren mit der Kleinfeld-Mannschaft Erfolge feiern. Durch die Fusion mit den UHC Flying Dutchs Frauenfeld entstanden im März 2005 die Red Lions Frauenfeld.
Seit der Aufstiegssaison 2016/2017 spielen die Frauen in der höchsten Schweizer Liga, der Nationalliga A. In den Playoffs konnten die Thurgauerinnen die Mannschaft von Unihockey Berner Oberland bezwingen. In der ersten Saison erreichten die Red Lions die Playoffs, unterlagen dort aber Piranha Chur.
Im Jahr 2016 gelang der 1. Mannschaft der Herren der Aufstieg in die 1. Liga. In den folgenden beiden Jahren spielten sie in den Playoffs.
In der Saison 2017/18 erreichten die Red Lions erstmals den Playoff-Halbfinal gegen die Jona-Uznach Flames. In der Saison 2018/19 konnte der Abstieg aus der 1. Liga, in einer umkämpften Serie gegen den SV Waldenburg Eagles, knapp nicht verhindert werden (2:3 in der Serie). Somit mussten die Herren die Saison 2019/2020 in der 2. Liga in Angriff nehmen.
In der Saison 2019/2020 schafften die Herren jedoch den sofortigen Wieder-Aufstieg in die 1. Liga.
Nach sechs Jahren in der NLA ist das Frauen-Team Ende der Saison 2021/2022 abgestiegen und spielt seit Saison 2022/2023 in der NLB.

## Stadion
Die Mannschaften der Red Lions tragen ihre Heimspiele in der Kantihalle Frauenfeld aus. Zusätzlich als Heimhalle wird die Sporthalle Auenfeld bei der heimischen Kaserne genutzt.

## Nachwuchs

### Juniorinnen
Die Juniorinnen U21 spielen in der U21A, der höchsten Spielklasse der U21. Sie erreichten in der Saison 2016/17 den Halbfinal, welcher aber mit klar 3:0 gegen den UHC Laupen verloren ging. Trainer der Juniorinnen U21 ist Simone Baratin (Stand Februar 2023).

### Junioren
Die U21 Junioren spielten bis 2010 in der untersten Spielklasse, der U21D. Im Jahr 2010 gelang ihnen aber zeitgleich mit der 1. Mannschaft der Aufstieg. Die Jugendmannschaft von Frauenfeld konnte sich in der U21C gut etablieren und in der Saison 2016/17 gelang ihnen sogar der Aufstieg in die U21B, welches die 2. höchste Liga in der Kategorie U21 ist. Trainer der Aufstiegsmannschaft war Christian Osterwalder mit Pascal Scholz als Assistenztrainer. Auf die Saison 2017/18 wurde der Trainerstaff noch durch Jonathan Schneider als neuer Headcoach und Siro Pfister als Assistenztrainer erweitert. Das Aufstiegsspiel wurde in einer Best-of 5 Serie gegen Unihockey Limmattal ausgetragen. Die Serie gewannen die Lions mit 1:3 und das letzte Spiel konnten sie mit einem 4:5-Auswärtssieg für sich entscheiden. Das game winning Goal erzielte Kai Jucker, welcher auch Topscorer der Saison war, kurz vor Schluss. In der ersten Saison in der U21B konnte der Klassenerhalt im letzten Meisterschaftsspiel sichergestellt werden.
Captain des Teams in der Saison 18/19 ist Maurice Stäheli. Trainer sind die ehemalige NLA-Spielerin Sabrina Favazzo zusammen mit Sportchef Patrik Kressebuch und 2. Mannschaftsspieler Pirmin Egli. Nach durchzogener Saison, gespickt mir teils sehr deutlichen Niederlagen, stiegen die Junioren zum Ende der Saison 18/19 in die U21C ab.
In der Saison 2022/2023 trainieren Luca Alfarè, der Vereinspräsident Hanspeter Kanz, Janis Kramer sowie Urs Meierhans die U21-Junioren.
Die Saison 2023/2024 schaften sie erneut den Aufstieg in die Stärkeklasse B. Trainiert wurde die Mannschaft von Janis Kramer und Assistiert von Luca Alfarè und Andreas Frei. Teammanager war Hanspeter Kanz. In dieser Saison verloren sie nur ein Spiel.

## Nachtturnier
Die Red Lions sind ausserdem für das traditionelle Nachturnier bekannt, welches im Jahr 2019 bereits zum 24. Mal stattgefunden hat. Falls möglich findet das Nachtturnier in der Festhalle Rüegerholz statt. Ausnahme war das Jahr 2016, indem die Festhalle Rüegerholz bereits durch ein anderes Event besetzt war. in diesem Jahr wich man in die Sporthalle Auenfeld bei der Kaserne Frauenfeld aus. Das Nachtturnier hat einen sehr hohen beliebtheitsgrad auch über die Stadtgrenze von Frauenfeld hinaus. In der neusten Ausgabe 2017, welche vom 6. auf den 7. Mai ausgetragen wurde, wurde in den Kategorien Herren lizenziert, Sie und Er lizenziert, Plausch, Fun und erstmals auch in Firmen-Fun ausgetragen.